# Actinernus elongatus
Actinernus elongatus är en havsanemonart som först beskrevs av Hertwig 1882.  Actinernus elongatus ingår i släktet Actinernus och familjen Actinernidae. Inga underarter finns listade i Catalogue of Life.